# Ceraticelus agathus
Ceraticelus agathus är en spindelart som beskrevs av Chamberlin 1948. Ceraticelus agathus ingår i släktet Ceraticelus och familjen täckvävarspindlar. Inga underarter finns listade i Catalogue of Life.